# قصر بيستون
قصر بيستون (بالفارسية: کاخ بیستون) هو قصر تاريخي يعود إلى عصر ساسانيون، ويقع في بيستون.